# NGC 1602
NGC 1602 је галаксија у сазвежђу Златна риба која се налази на NGC листи објеката дубоког неба.
Деклинација објекта је - 55° 3' 24" а ректасцензија 4h 27m 54,4s. Привидна величина (магнитуда) објекта NGC 1602 износи 12,9 а фотографска магнитуда 13,5. NGC 1602 је још познат и под ознакама ESO 157-32, AM 0426-550, IRAS 04267-5510, PGC 15168.